# Chatham House Rule
De Chatham House Rule is een basisprincipe dat de vertrouwelijkheid van de bron van de verkregen informatie tijdens een vergadering regelt. De regel is ontstaan in juni 1927 aan het Londense Royal Institute of International Affairs, ook wel bekend als Chatham House. Sinds de verfijning in 2002, geldt de regel: 
Wanneer een vergadering, of een deel daarvan, wordt gehouden onder de Chatham House Rule zijn de deelnemers vrij om de ontvangen informatie te gebruiken, maar noch de identiteit noch de connectie van de spreker(s), noch die van een andere deelnemer, mag worden onthuld.
De regel stelt mensen in staat om te spreken als individu, om van gedachten te wisselen die misschien niet die van hun organisaties uitdrukken en moedigt zo de vrije discussie aan. Sprekers zijn vrij om hun eigen mening te geven, zonder zorg voor hun persoonlijke reputatie of hun officiële taken en voorkeuren. De Chatham House Rule loste een probleem op dat de erkenning van de gezamenlijkheid van het gesprek mogelijk maakt, terwijl de vrijheid van interactie, die nodig is voor het gezelschap voor het voeren van gesprekken, wordt beschermd.
Het doel van de regel is de anonimiteit te garanderen van diegenen die binnen de muren spreken, zodat mogelijk betere internationale betrekkingen worden bereikt. De regel wordt nu internationaal gebruikt als hulpmiddel bij vrije discussie. De oorspronkelijke regel werd verfijnd in oktober 1992 en nogmaals in 2002.
Vergaderingen, of delen van vergaderingen, kunnen hetzij openbaar worden gehouden of onder de Chatham House Rule. In het laatste geval wordt van alle deelnemers aangenomen dat ze het bevorderlijk voor de vrije discussie vinden dat zij zich voor het betreffende deel van de zitting hebben onderworpen aan de regel. Het succes van de regel zal afhangen van de mate waarin men hem als moreel bindend aanvaardt, met name in omstandigheden waarin een niet-naleving van de regel niet zal leiden tot sanctie.
De Chatham House Rule is bedoeld om de publieke discussie over standpunten tijdens een vergadering te bevorderen, maar zonder deze standpunten toe te schrijven aan een individu of organisatie.

## Vergelijkbare principes
Sub rosa, een aanduiding die aangeeft dat bepaalde informatie vertrouwelijk is.
In Nederland geldt in het internationaal perscentrum Nieuwspoort in Den Haag een dergelijk principe dat bekend staat als de Nieuwspoortcode. Deze interne gedragscode heeft tot doel dat leden (politici, journalisten, lobbyisten, perswoordvoerders en anderen) elkaar kunnen spreken zonder later rechtstreeks geciteerd te worden.